# Славчо Илиев
Славчо Илиев е бивш български футболист, офанзивен полузащитник. Играл е за Янтра (1987 – 1989, 1992 – 1993), ЦСКА (1989 – 1990), Ботев (Враца) (1990/ес.), Славия (1991/пр.), Хебър (1991/ес.), Академик (Габрово) (1994/пр.-V), Хасково (1994 – 1999, 2001 – 2002) и Добруджа (2000/пр.). Шампион през 1990 г. с ЦСКА и бронзов медалист през 1991 г. със Славия. Носител на КСА и финалист за Купата на България през 1990 г. с ЦСКА. През 1993 г. е наказан за една година с обвинението, че е участвал в даване на подкуп преди мача Берое – Янтра. Халфът твърди, че така и не е разбрал защо е наказан. В А група има 79 мача и 15 гола. Има 1 мач за КЕШ с ЦСКА. За младежкия национален отбор има 16 мача и 3 гола.

## Статистика по сезони
- Янтра – 1987/88 – Б група, 11 мача/2 гола
- Янтра – 1988/89 – Б група, 24/7
- ЦСКА – 1989/90 – А група, 7/0
- Ботев (Враца) – 1990/ес. - Б група, 17/8
- Славия – 1991/пр. - А група, 15/2
- Хебър – 1991/ес. - А група, 14/0
- Янтра – 1992/93 – А група, 28/9
- Янтра – 1993/94 – А група, отбора не завършва първенството
- Академик (Гб) – 1994/пр. - А ОФГ, 2/0
- Хасково – 1994/95 – Б група, 27/6
- Хасково – 1995/96 – Б група, 36/12
- Хасково – 1996/97 – Б група, 31/4
- Хасково – 1997/98 – Б група, 24/3
- Хасково – 1998/99 – Б група, 28/9
- Добруджа – 2000/пр. - А група, 15/3
- Хасково – 2001/пр. - Б група, 12/0
- Хасково – 2001/02 – В група, 16/4